# Тихиничи (Рогачёвский район)
Тихиничи  (бел. Ціхінічы) — агрогородок в Рогачёвском районе Гомельской области Беларуси. Административный центр Тихиничского сельсовета.

## География

### Расположение
В 20 км на северо-запад от районного центра и железнодорожной станции Рогачёв (на линии Могилёв — Жлобин), 141 км от Гомеля.

## Гидрография
На реке Добрица (приток реки Друть).

## Транспортная система
Транспортные связи по просёлочной, затем автомобильной дороге Бобруйск — Гомель. Планировка состоит из длинной прямолинейной улицы меридиональной ориентации, к центру которой с востока присоединяются 2 плотно застроенные короткие улицы. Застройка двусторонняя, кирпичная и деревянная, усадебного типа. В 1989-91 годы построено 200 кирпичных, коттеджного типа, домов, в которых разместились переселенцы из загрязнённых радиацией мест.

## История
По письменным источникам известна с XV века. В 1440-е годы поместье Тихиничи отделены от Рогачёвской волости. Под 1493 год упоминается в Метрике ВКЛ как поместье Тиханцы недалеко от Рогачёва. В 1556 году центр поместья, в Речицком повете Минского воеводства Великого княжества Литовского. В 1567 году обозначена в пописе армии ВКЛ. После 1784 года получила статус местечка. С 1792 года действовала Свято-Михайловская церковь.
После 2-го раздела Речи Посполитой (1793 год) в составе Российской империи. По инвентарю 1848 года владение помещика И. Аскерко. В 1860 году молитвенная школа, винокурня. В 1868 году владение А. М. Клетко. Ежегодно в местечке проводились ярмарки, известные торговлей дублёнными и простыми крестьянскими шубами и кожухами. Жителей к 1880 году считалось 400 душ мужского и 437 женского пола; в том числе православных обоего пола 285, католиков −10, и евреев — 542 души. Домов деревянных 126 (из них принадлежит христианам — 60, и евреям — 66). таких же лавок — 6, одна православная, каменная церковь и одна еврейская молитвенная школа деревянная. Здесь находятся народное училище и волостное управление. Преобладание еврейского населения в местечке объясняется тем, что Могилевская губерния входила в число западных губерний России, где была черта оседлости для евреев, то есть разрешалось их проживание. С 1864 года действовала школа, в которой в первый год её работы обучались 51, а в 1889 году 58 мальчиков и девочек. До 17 июля 1924 года центр волости, в состав которой в 1890 году входили 92 селения с общим количеством 2008 дворов, а в 1910 году 114 населённых пунктов с 2714 дворами. Согласно переписи 1897 года в местечке работали церковь, 2 молитвенных дома, 3 библиотеки, хлебозапасный магазин, 13 магазинов, питейное заведение. В одноимённом соседнем фольварке работал винокуренный завод. Находилось отделение почтовой связи.
С 3 марта 1924 года в составе БССР. С 20 августа 1924 года центр сельсовета Рогачёвского района Бобруйского (до 26 июля 1930 года) округа, с 20 февраля 1938 года Гомельской области. В 1930 году действовал совхоз «Тихиничи», организован колхоз имени Л. Б. Красина, спиртзавод (с 1890 года), кирпичный завод (с 1921 года), маслозавод, 2 кузницы, ветряная мельница, сапожная мастерская. Во время Великой Отечественной войны в ноябре 1941 года оккупанты убили 44 жителей. Партизаны несколько раз разбивали созданный в деревне гарнизон оккупантов. В июне 1944 года немецкие захватчики сожгли 130 дворов и убили 32 жителей. В боях около деревни погиб 531 советский солдат (похоронены в братской могиле в центре деревни). Освобождена 25 июня 1944 года. На фронтах и в партизанской борьбе погибли 112 жителей память о них увековечивает скульптурная композиция, установленная в 1965 году в центре деревни. В 1975 году к деревне присоединён деревни Лейчицы, Слапище, в 1979 году в деревню переселилась часть жителей посёлка Новая Александровка (не существует). Центр совхоза «Тихиничи». Расположены комбинат бытового обслуживания, механическая мастерская, кирпичный и винодельческий заводы, средняя школа, Дом культуры, библиотека, детские сад-ясли, фельдшерско-акушерский пункт, отделение связи, 2 столовые, 6 магазинов.
В состав Тихиничского сельсовета входили до Великой Отечественной войны деревня Мортков, сожжённая карателями, до 1975 года — деревни Лейчицы, Слапище, до 1979 года — посёлок Новая Александровка, до 1990 года — деревня Цагельня (в настоящее время не существуют).

## Население

### Численность
2004 год — 584 хозяйства, 1490 жителей.

### Динамика
- 1826 год — 556 жителей.
- 1860 год — 92 деревянных дома, 944 жителя.
- 1880 год — 126 дворов, 837 жителей.
- 1897 год — 246 дворов, 988 жителей; в фольварке 13 дворов, 274 жителя (согласно переписи).
- 1959 год — в деревне 593 жителей, в посёлке совхоза 281 житель (согласно переписи).
- 2004 год — 584 хозяйства, 1490 жителей.

## Застройка
Планировка состоит из длинной прямой улицы меридиональной ориентации, к центру которой с востока присоединяются 2 плотно застроенные короткие улицы. Застройка двусторонняя, кирпичная и деревянная, усадебного типа. В 1989-1991 здесь соорудили 200 кирпичных, поселка коттеджей типа, домов, в которых разместились переселенцы из загрязненных мест по аварии на Чернобыльской АЭС.

## Культура
- Центр культуры и досуга

## Достопримечательности
- Винокурня

### Утраченное
- Часовня Пресвятой Девы Марии (1811; римско-католическая)
- Церковь Святого Михаила (1792; Киевская, галицкая и всея Руси митрополия)

## Фотогалерея

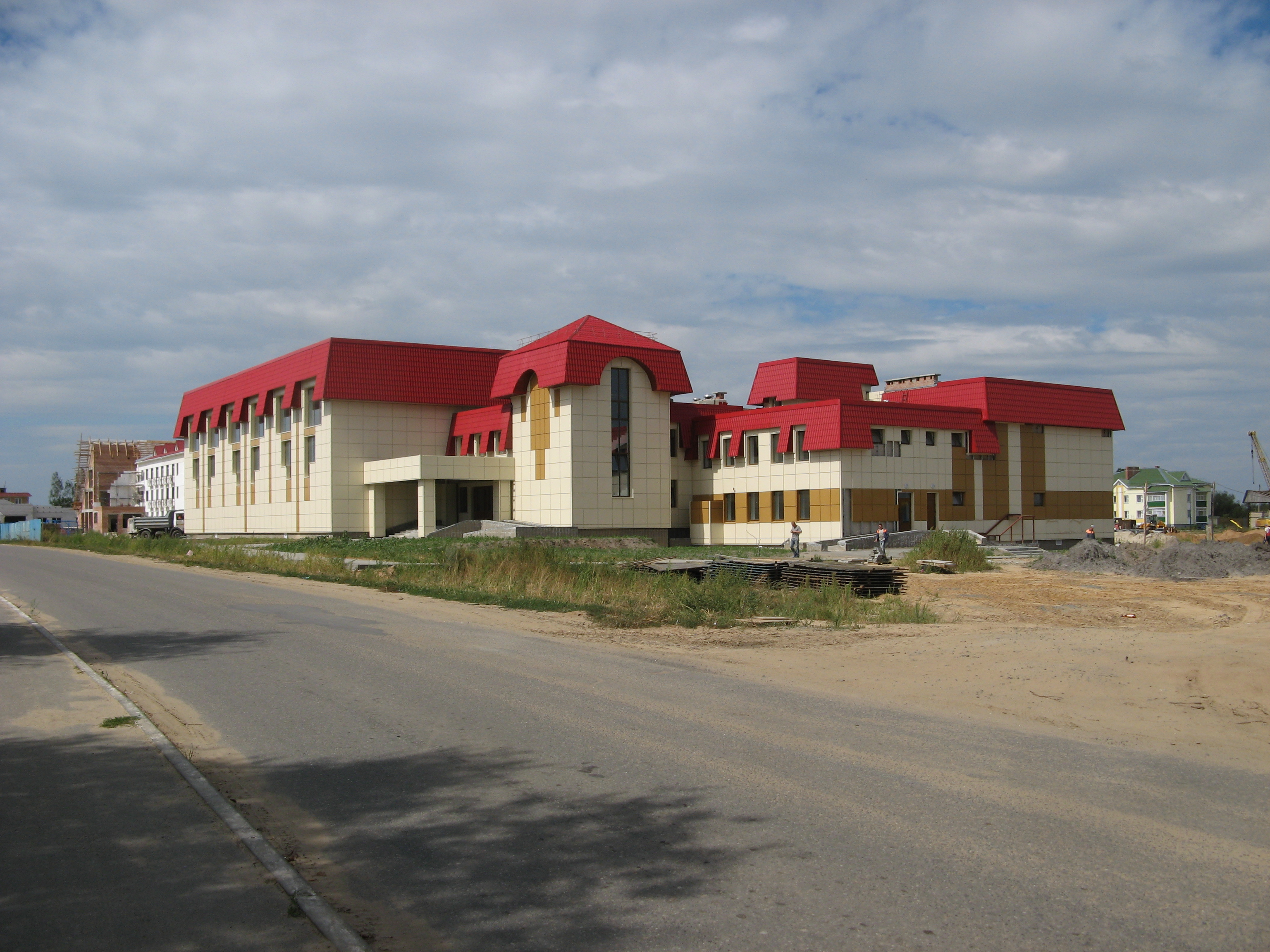
Физкультурно-оздоровительный комплекс. Построен в 2010 году
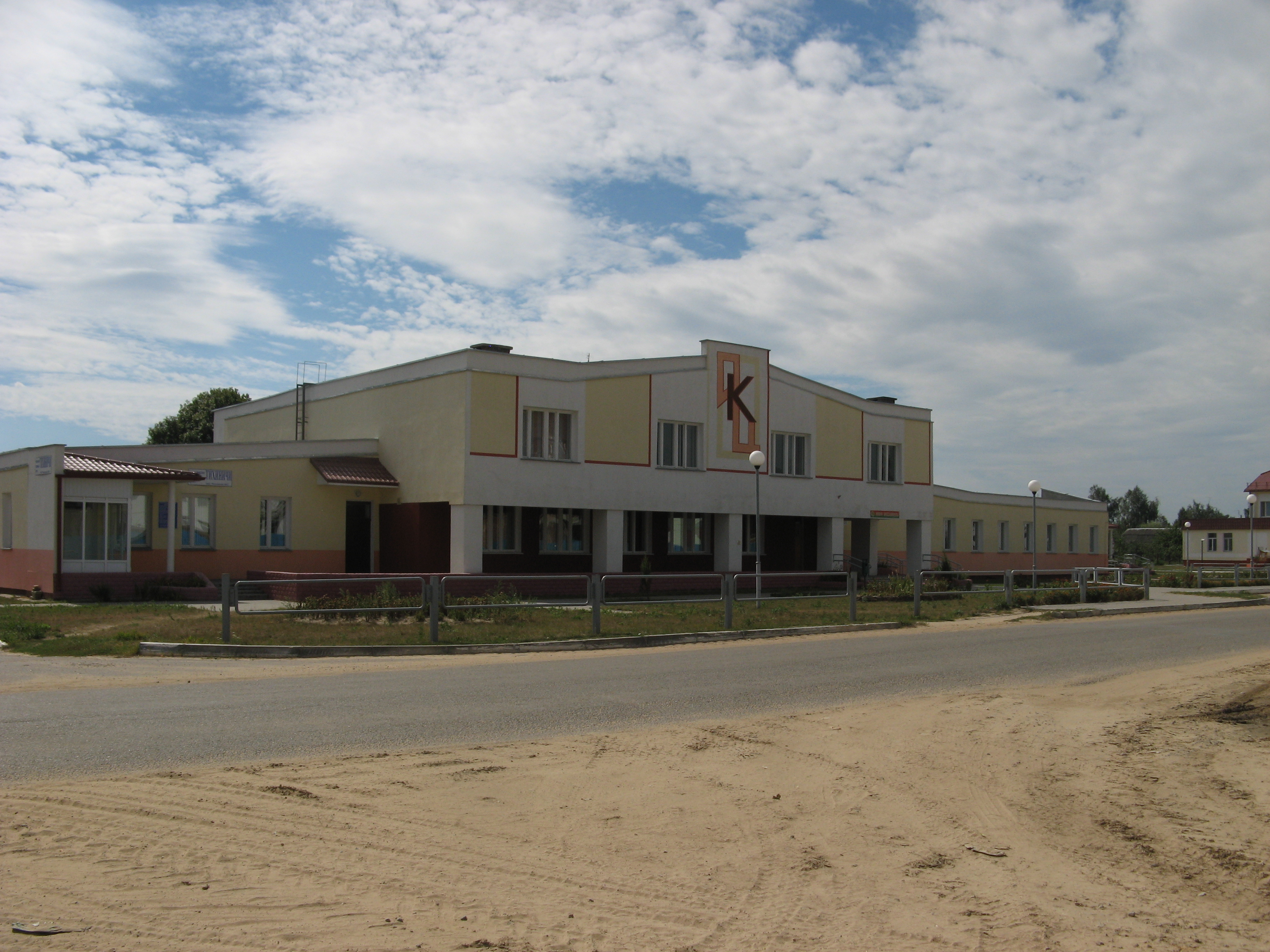
Дом культуры
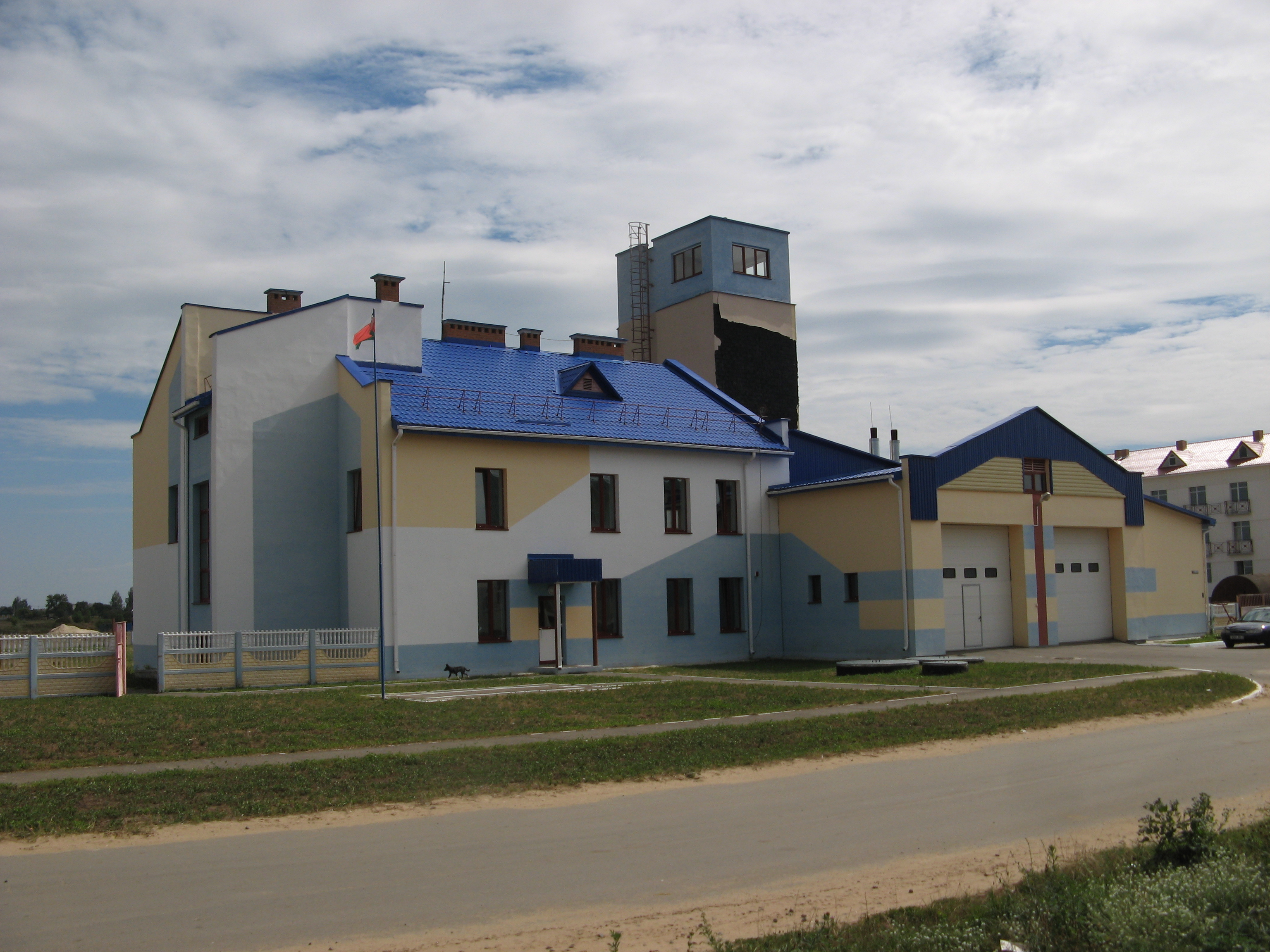
Пожарная часть
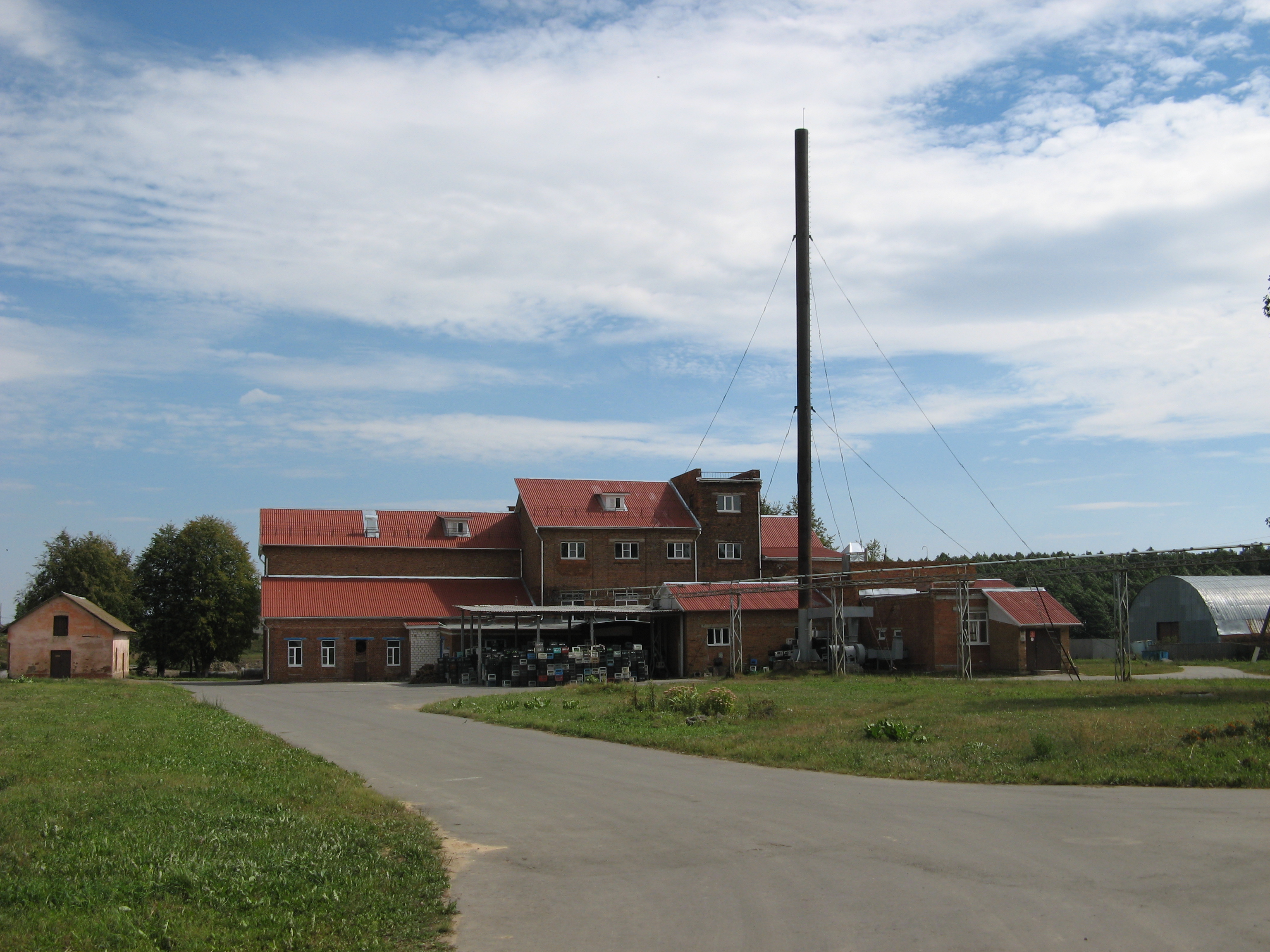
Винзавод (консервзавод)
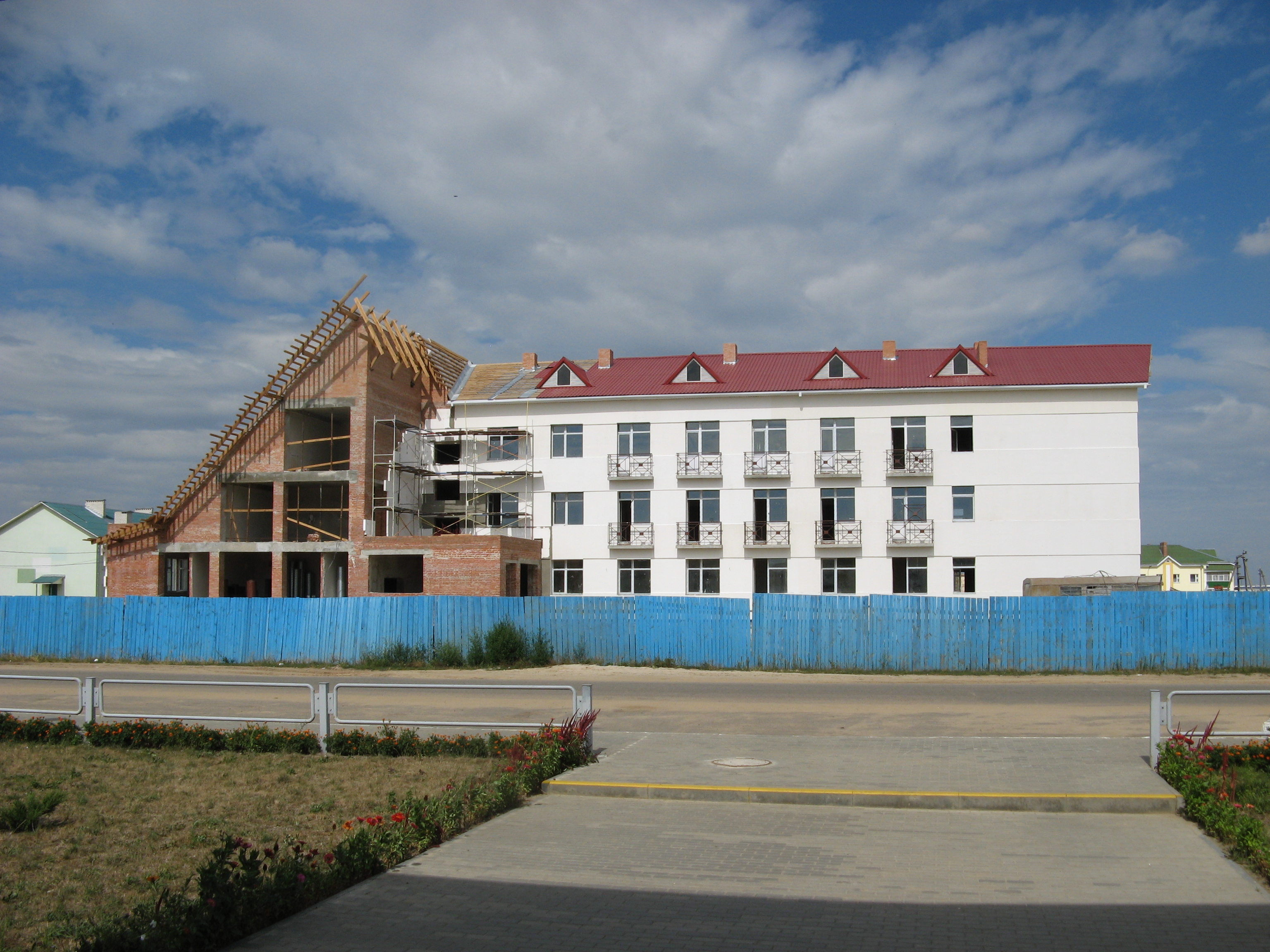
Достраивается гостиница возле физкультурно-оздоровительного комплекса
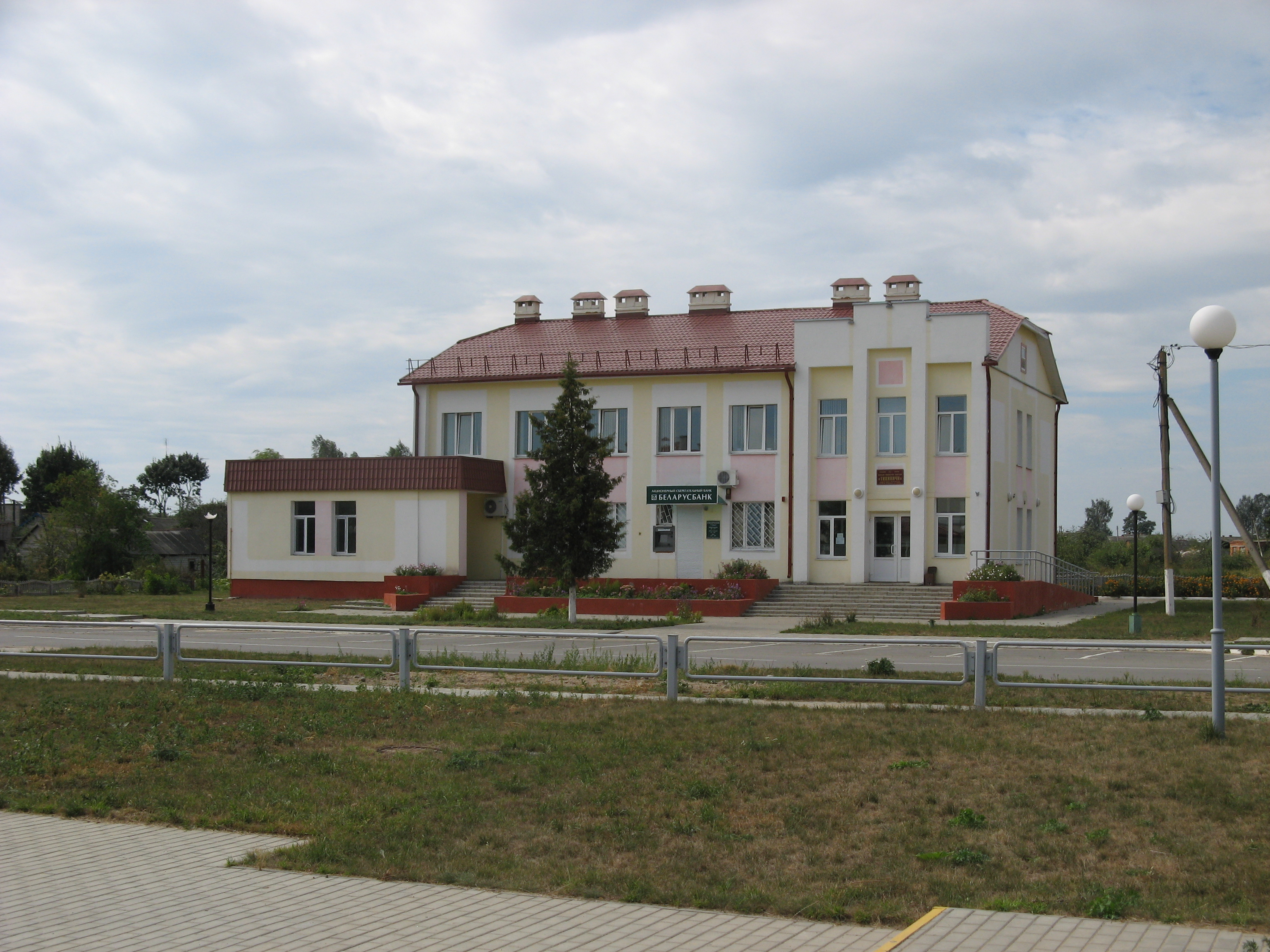
Филиал АСБ "Беларусбанк" и офис ОАО "Тихиничи"
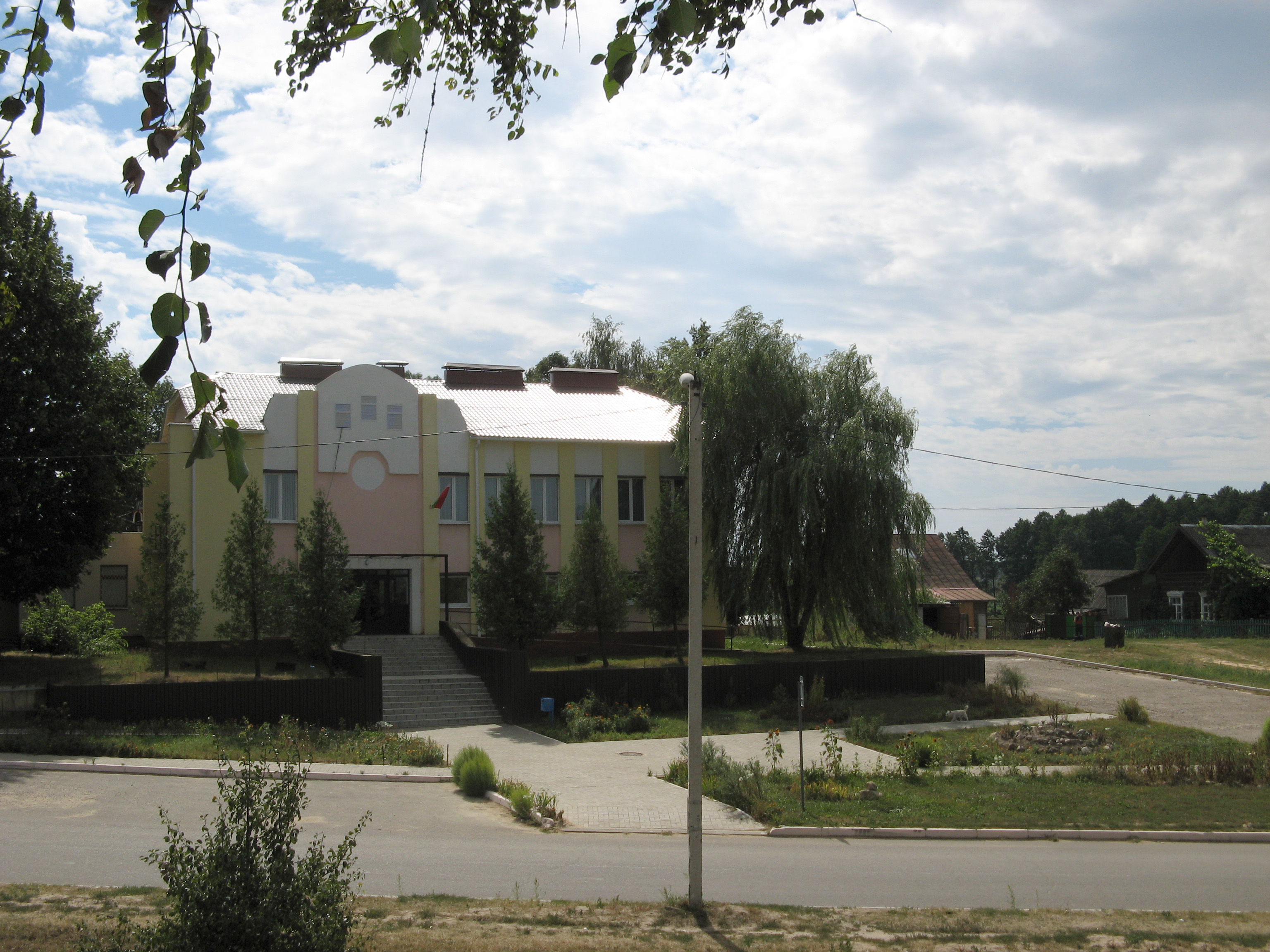
Почтовое отделение и сельский Совет
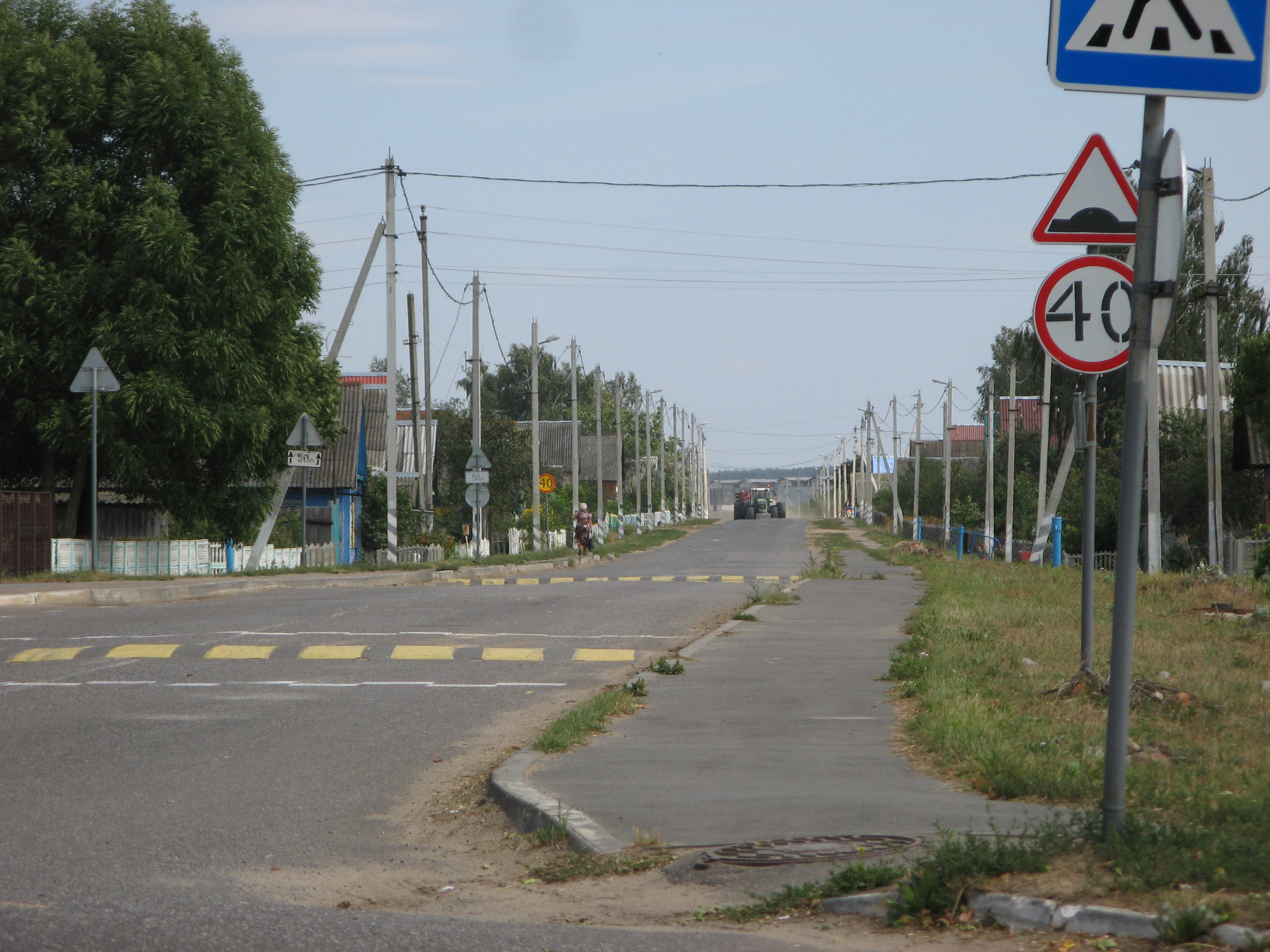
Улица Школьная
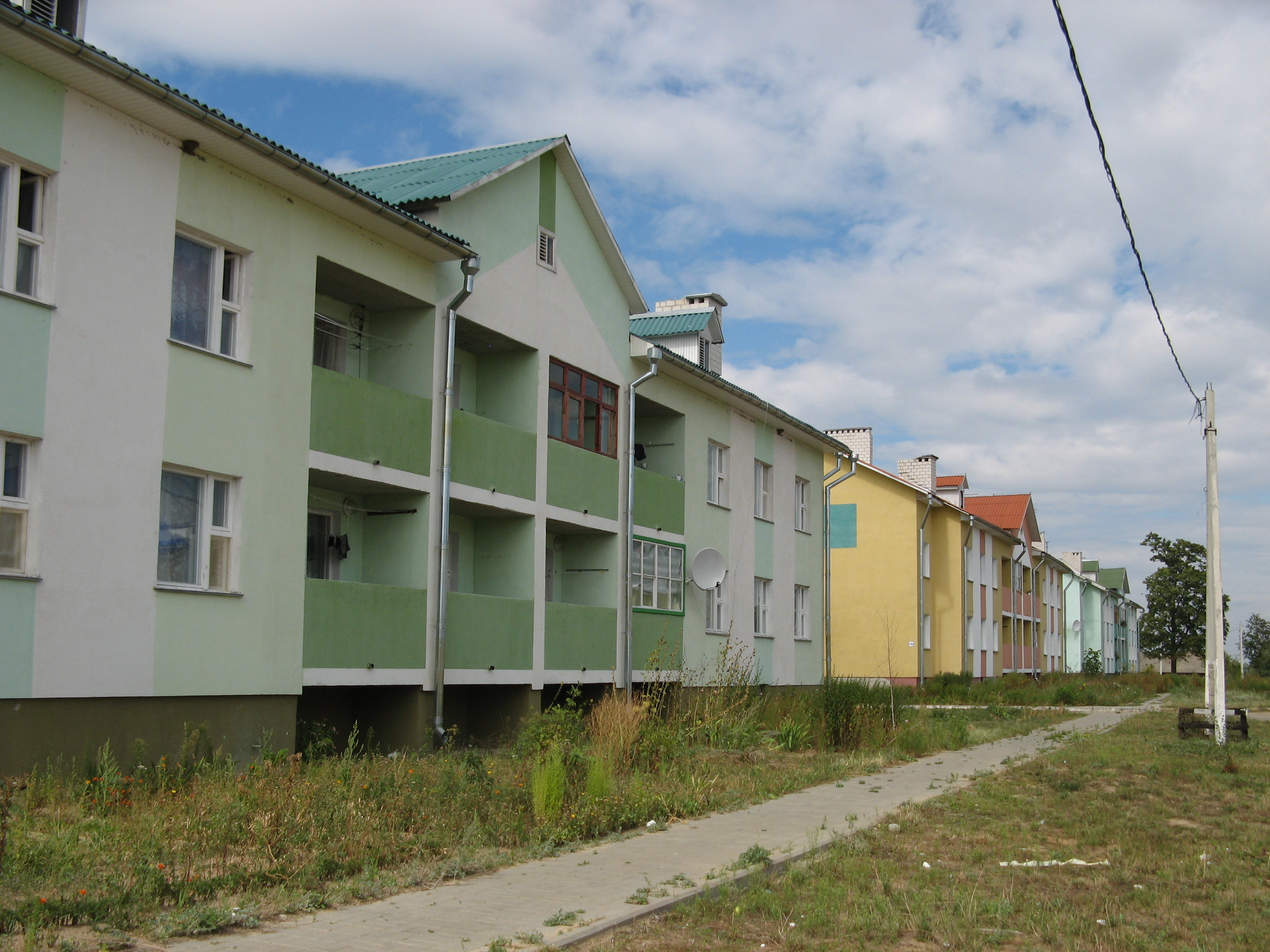
Дома по улице Октябрьской
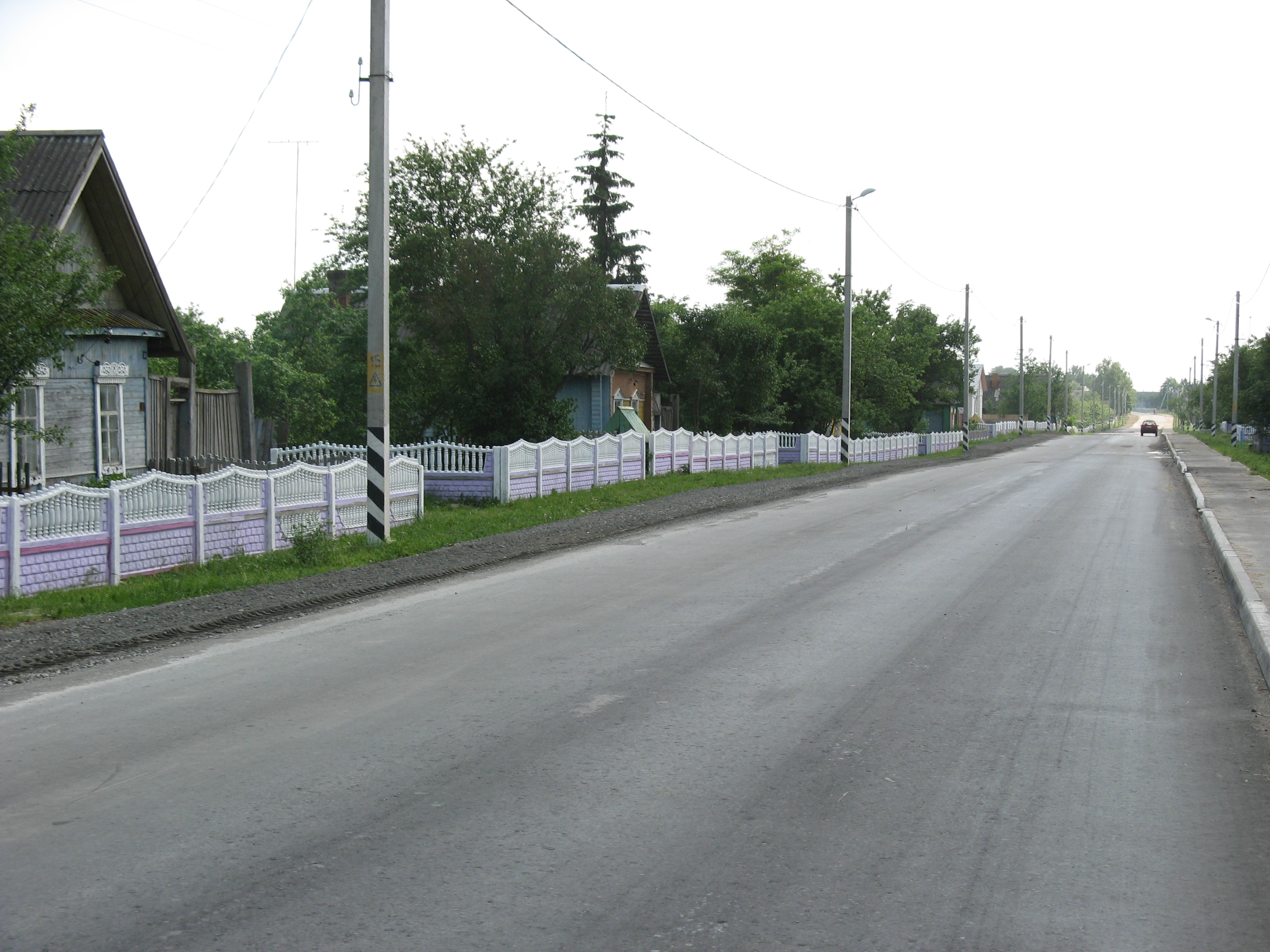
Слапище. Улица Советская
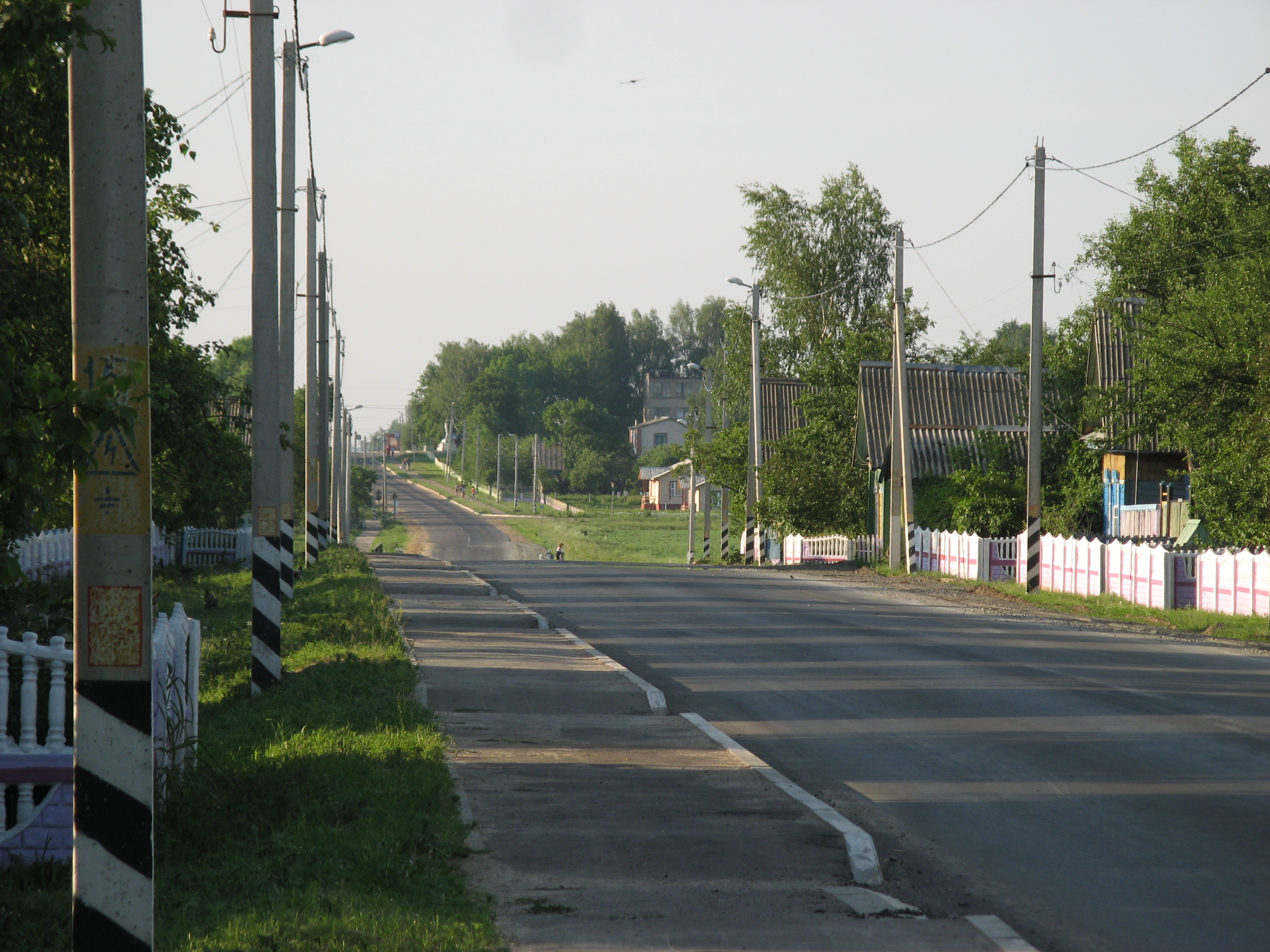
Слапище. Улица Советская. Вид на горку

## Известные уроженцы
- А. Т. Колубович — белорусский писатель.
- Р. С. Окунёв — заместитель командующего Дальневосточным флотом, член военного совета при Наркомате обороны СССР.
- Арон Борисович Рыськин (1899—1984) — советский партийный деятель[1]